# Szantálfaolaj

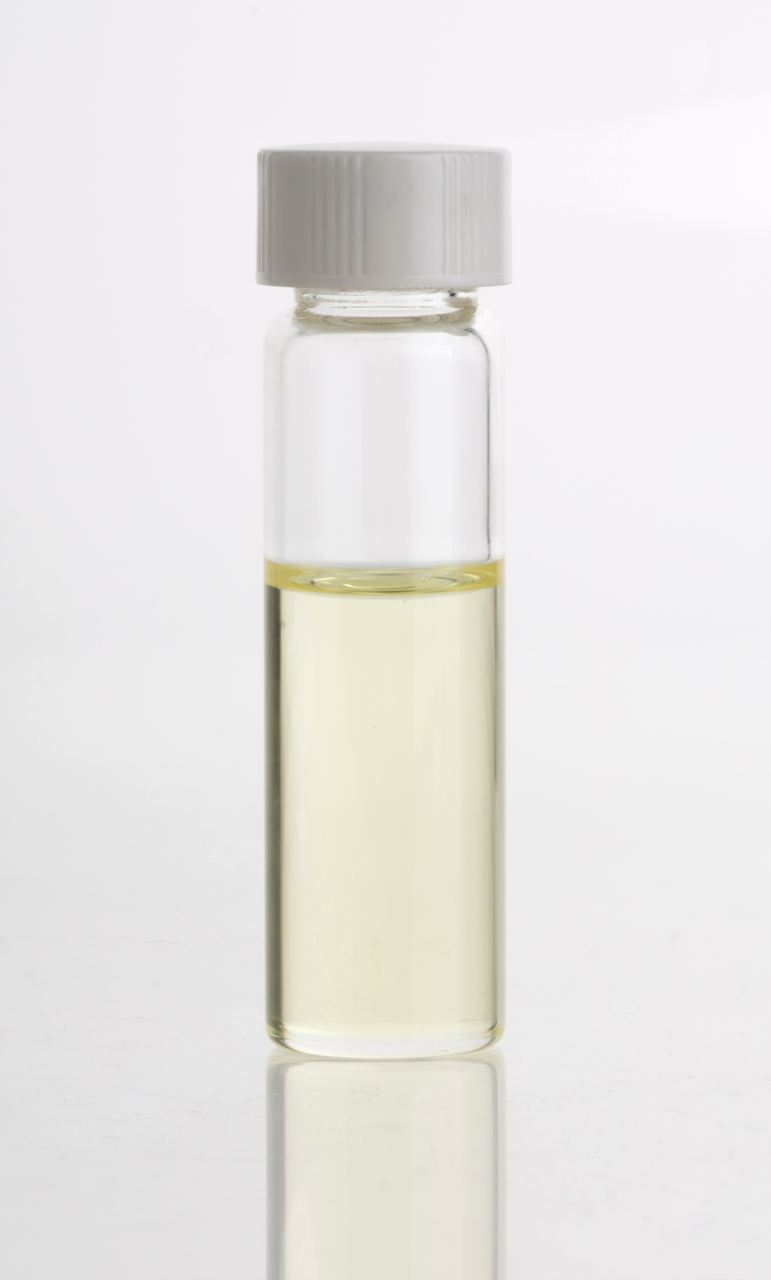
Egy üvegcsében tárolt szantálfaolaj

A szantálfaolaj a fehér szantálfa (Santalum album) illóolaja.
Használható depresszió, feszültség, impotencia, klimax, bőrápolás, emésztési zavarok, megfázás ellen több módon: párologtatás, fürdő, bedörzsölés, inhalálás, szájöblítés, borogatás.
Keverhető: borssal, ciprussal, ilang-ilanggal, narancsvirággal.
"A nyugat-indiai szantálfa (Amyris balsamifera) a szantálfaként ismert kelet-indiai szantálfával (Santalum album) ellentétben Földünk nyugati féltekéjén, Közép-Amerikában, Haitin honos, de Haitin kívül több trópusi országban (Jamaica, Dominikai Köztársaság, Venezuela) is termesztik. A halványsárga, viszkózus, enyhén fás és balzsamos illatú illóolaját az összeaprított fakéregből és gallyakból vízgőz-desztillációval állítják elő.
A nyugat-indiai szantálfa illóolajának összetevői között más vegyületeket találunk, mint a kelet-indiai szantálfa olajában. Legnagyobb mennyiségben (cca. 80%-ban) különféle szeszkviterpén-alkoholok (elemol, eudesmol, valerianol, kadinol, balsamiol) fordulnak benne elő.
Főbb hatásai: antimikrobiális, nyugtató és a lelkiállapotot, hangulatot kiegyensúlyozó. Az amyris-olajat a kozmetikai iparban elsősorban illatfixálóként és parfümök összetevőjeként használják szappanok és parfümök előállításához."
Felhasználása:
Párologtatás: tegyünk 6-10 csepp illóolajat a párologtató vízébe,
Aromafürdő: 5-10 csepp illóolajat keverjünk el 1 evőkanál tejszínben, tejben vagy habfürdőben,
Inhalálás: 1 liter forró vízhez vagy kamilla teához adjunk hozzá 3-8 csepp illóolajat,
Száraz szaunában:  egy felöntőkanál vízbe 2-3 csepp illóolajat tegyünk és öntsünk fel vele egyenletesen a kályhára.